# Departamentos de Guatemala
El territorio de Guatemala está repartido en 22 entidades subnacionales de primer orden denominadas como departamentos. Los departamentos son regidos por un gobernador departamental, nombrado por el Presidente, en colaboración con un Consejo Departamental de Desarrollo en cuya conformación participan los alcaldes de los municipios que conforman el departamento y representantes de las organizaciones civiles y entidades públicas con asiento en el territorio departamental.

## Lista de departamentos
|  | 31 % |

|  | 69 % |

|  | 40 % |

|  | 60 % |

|  | 54 % |

|  | 46 % |

|  | 37 % |

|  | 63 % |

|  | 52 % |

|  | 48 % |

|  | 61 % |

|  | 39 % |

|  | 91 % |

|  | 9 % |

|  | 28 % |

|  | 72 % |

|  | 41 % |

|  | 59 % |

|  | 63 % |

|  | 37 % |

|  | 51 % |

|  | 49 % |

|  | 40 % |

|  | 60 % |

|  | 62 % |

|  | 38 % |

|  | 32 % |

|  | 68 % |

|  | 57 % |

|  | 43 % |

|  | 88 % |

|  | 12 % |

|  | 25 % |

|  | 75 % |

|  | 46 % |

|  | 54 % |

|  | 62 % |

|  | 38 % |

|  | 48 % |

|  | 52 % |

|  | 49 % |

|  | 51 % |

|  | 44 % |

|  | 56 % |

|  | 31 % |

|  | 69 % |

|  | 40 % |

|  | 60 % |

|  | 54 % |

|  | 46 % |

|  | 37 % |

|  | 63 % |

|  | 52 % |

|  | 48 % |

|  | 61 % |

|  | 39 % |

|  | 91 % |

|  | 9 % |

|  | 28 % |

|  | 72 % |

|  | 41 % |

|  | 59 % |

|  | 63 % |

|  | 37 % |

|  | 51 % |

|  | 49 % |

|  | 40 % |

|  | 60 % |

|  | 62 % |

|  | 38 % |

|  | 32 % |

|  | 68 % |

|  | 57 % |

|  | 43 % |

|  | 88 % |

|  | 12 % |

|  | 25 % |

|  | 75 % |

|  | 46 % |

|  | 54 % |

|  | 62 % |

|  | 38 % |

|  | 48 % |

|  | 52 % |

|  | 49 % |

|  | 51 % |

|  | 44 % |

|  | 56 % |

## Municipios de Guatemala
La última elección municipal se llevó a cabo el 25 de junio de 2023. En la actualidad Guatemala tiene un total de 340 municipios.